# Parzęczew (gromada)
Parzęczew – dawna gromada, czyli najmniejsza jednostka podziału terytorialnego Polskiej Rzeczypospolitej Ludowej w latach 1954–1972.
Gromady, z gromadzkimi radami narodowymi (GRN) jako organami władzy najniższego stopnia na wsi, funkcjonowały od reformy reorganizującej administrację wiejską przeprowadzonej jesienią 1954 do momentu ich zniesienia z dniem 1 stycznia 1973, tym samym wypierając organizację gminną w latach 1954–1972.
Gromadę Parzęczew siedzibą GRN w Parzęczewie utworzono – jako jedną z 8759 gromad na obszarze Polski – w powiecie łęczyckim w woj. łódzkim, na mocy uchwały nr 32/54 WRN w Łodzi z dnia 4 października 1954. W skład jednostki weszły obszary dotychczasowych gromad Bibianów, Chrząstów Wielki, Parzęczew, Wielka Wieś i Wytrzyszczki oraz kolonia Śliwniki, kolonia Piaskowice, wieś Rózin i wieś Zelgoszcz z dotychczasowej gromady Śliwniki Nowe, ponadto kolonia Ignacew Parzęczewski z dotychczasowej gromady Ignacew oraz wieś Ignacew Rozlazły, wieś Ignacew Górny i kolonia Swoboda z dotychczasowej gromady Ignacew Rozlazły ze zniesionej gminy Parzęczew w tymże powiecie. Dla gromady ustalono 23 członków gromadzkiej rady narodowej.
1 stycznia 1959 do gromady Parzęczew przyłączono kolonię Gołaszyny, wieś Ignacew Folwarczny i wieś Ignacew Podleśny ze zniesionej gromady Florentynów w powiecie łęczyckim oraz wsie Jasionka, Kossobudy, Skórka i Marysławów z gromady Budzynek w powiecie poddębickim.
31 grudnia 1961 do gromady Parzęczew włączono obszar zniesionej gromady Różyce Żmijowe w powiecie łęczyckim oraz wieś Władysławów z gromady Brudnów w powiecie poddębickim.
1 lipca 1968 do gromady Parzęczew włączono obszar zniesionej gromady Chociszew w tymże powiecie (miejscowości Chociszew, Orła, Kowalewice i Tkaczewska Góra, Mikołajew, Rafałów, Duraj, Nowa Jerozolima, Nowe Młyny, Sokola Góra, Mariampol, Smolarnia, Florentynów, Anastazew i Gortatów).
1 stycznia 1969 z gromady Parzęczew wyłączono wsie Duraj, Małogórne, Orła, Pustkowa Góra, Reksuł i Tkaczewska Góra (należace do 1 lipca 1968 do gromady Chociszew), włączając je do gromady Grotniki w powiecie łódzkim w tymże województwie. 
Gromada przetrwała do końca 1972 roku, czyli do kolejnej reformy gminnej. 1 stycznia 1973 w powiecie łęczyckim reaktywowano gminę Parzęczew (od 1999 gmina znajduje się w powiecie zgierskim).